# Charlie and Boots
Pour plus de détails, voir Fiche technique et Distribution.
Charlie and Boots est un film australien réalisé par Dean Murphy, sorti en 2009.

## Synopsis
L'histoire suit un père et son fils qui voyagent de l'État de Victoria, dans le sud-est de l'Australie, à la péninsule du Cap York afin de satisfaire leur rêve de toujours : atteindre l'extrême nord de l'Australie.

## Fiche technique
- Titre : Charlie and Boots
- Réalisation :	Dean Murphy
- Scénario : Stewart Faichney, Dean Murphy
- Photographie : Roger Lanser
- Montage : Peter Carrodus
- Musique : Dale Cornelius
- Direction artistique : Patrick Bennet
- Décors : Ralph Moser
- Costumes : Jeanie Cameron
- Son :
- Producteurs :	Shana Levine, Dean Murphy
- Coproducteurs : Deb Fryers

- Producteurs exécutifs : Thomas Augsberger, Andrew Mackie, Richard Payten
- Société de production : Instinct Entertainment
- Société de distribution : Paramount Pictures (Australie), Emerging Pictures (États-Unis)
- Budget :
- Pays d'origine :  Australie
- Tournage :
- Langue : Anglais
- Format : Couleurs — 35 mm — 2,35:1 — Son : Dolby Digital
- Genre : Comédie dramatique, Film d'aventure
- Durée : 101 minutes (1 h 41)
- Dates de sortie :
  -  Australie : 3 septembre 2009
  -  États-Unis : 21 août 2010 (Los Angeles)

## Distribution
- Paul Hogan : Charlie McFarland, le père
- Alan Powell : le Clown du rodéo
- Shane Jacobson : Boots McFarland, le fils
- Deborah Kennedy : la serveuse de Miles
- Morgan Griffin : Jess
- Roy Billing : Roly
- Alec Wilson : l'un des employés du rodéo
- Reg Evans : Mac
- Val Lehman : Edna
- Anne Phelan :
- Bec Asha : la serveuse du Gunbar
- Lisa N. Edwards : l'épouse de Graeme